# 哈里斯頓 (密蘇里州)
哈里斯頓（英語：Harriston）是位於美國密蘇里州庫珀縣的非建制地區。

## 歷史
哈里斯頓的郵局於1873年設立，其後於1908年停運。

## 地理
哈里斯頓所處的海拔為高於海平面260米（即853英呎），而該地所採用的時區為UTC-6，即北美中部時區（CST）。同時該地設有夏令時間，為UTC-6調快一小時，即UTC-5（CDT）。